# Drežnica
Drežnica (italsky Dresenza či Dresenza Picco německy Dreschenz) je slovinská vesnice v občině Kobarid.

## Historie a současnost
První písemná zmínka o obci pochází z roku 1324. V roce 1747 zde byla založena farnost. Na přelomu devatenáctého a dvacátého století byla Drežnica prosperující obec s více než tisíci obyvateli.
Po vypuknutí první světové války a útoku na Rakousko-Uhersko byla většina obyvatelstva evakuována do vnitrozemí a obec byla zanedlouho obsazena italskými vojsky. Obec byla v průběhu války silně poškozena. Po válce byla oblast zabrána Itálií, což bylo definitivně potvrzeno v roce 1920 Rapallskou smlouvou mezi Itálií a Království Srbů, Chorvatů a Slovinců. V letech 1920 až 1941 velká část obyvatel emigrovala do zahraničí – především do Argentiny a Království SHS, resp. Jugoslávie. Počet obyvatel rapidně poklesl. Za druhé světové války, především po italské kapitulaci, se stala obec centrem jugoslávského národněosvobozeneckého hnutí. V roce 1945 byla obec osvobozena partyzány a byla pod jugoslávskou vojenskou správou. V roce 1947 se stala oficiálně součástí Federativní lidové republiky Jugoslávie, resp. Lidové republiky Slovinsko.
Po první světové válce se k dosavadnímu italskému názvu přidalo „Picco“ v upomínku na Alberta Picca, který v roce 1915 padl v Černé Hoře.
V současnosti obec žije především z turistického ruchu – je zde muzejní sbírka o bojích na sočské frontě za první světové války, Triglavský národní park i řeka Soča.